# Inverze teploty vzduchu

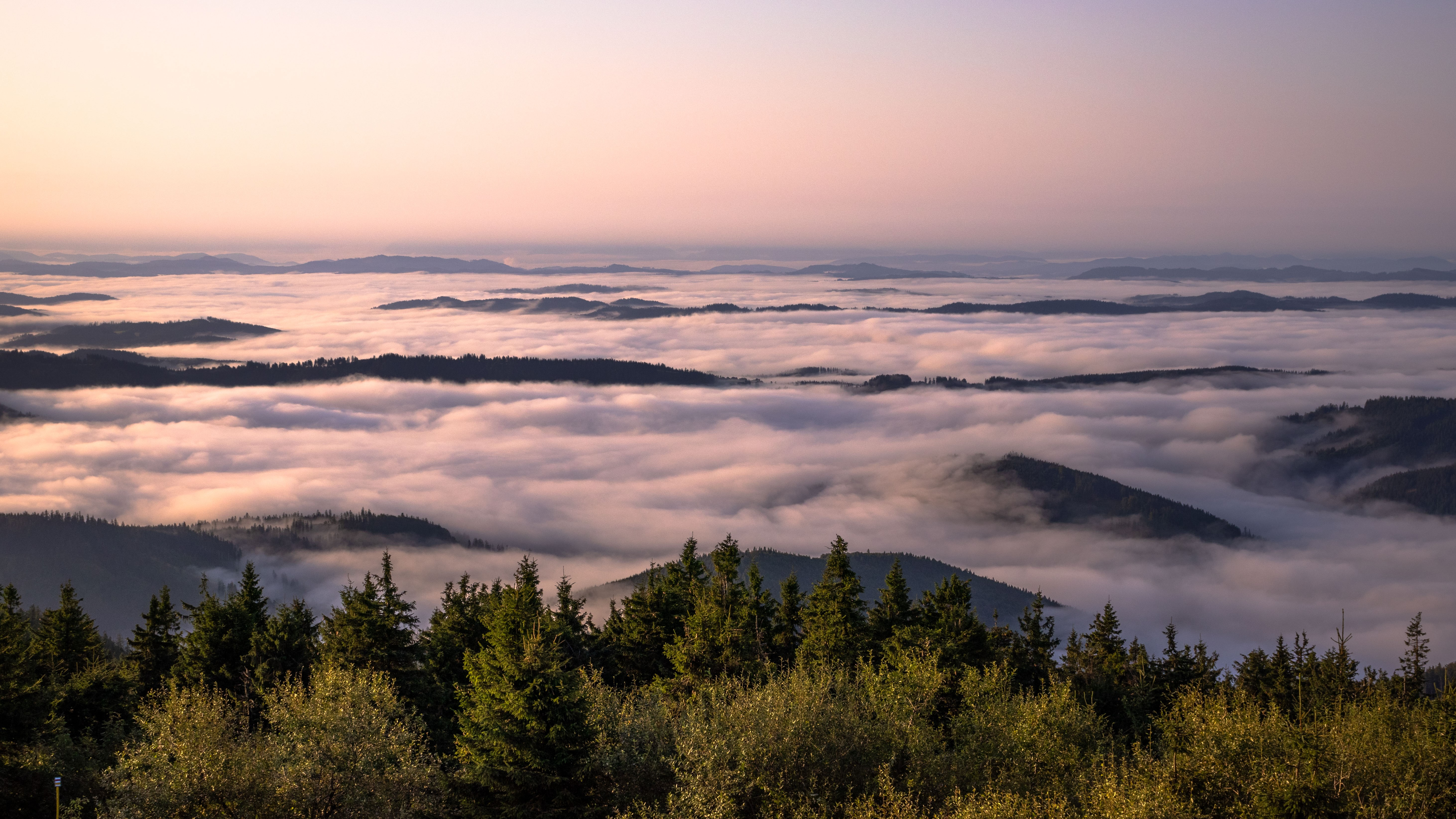
Inverze z Lysé hory

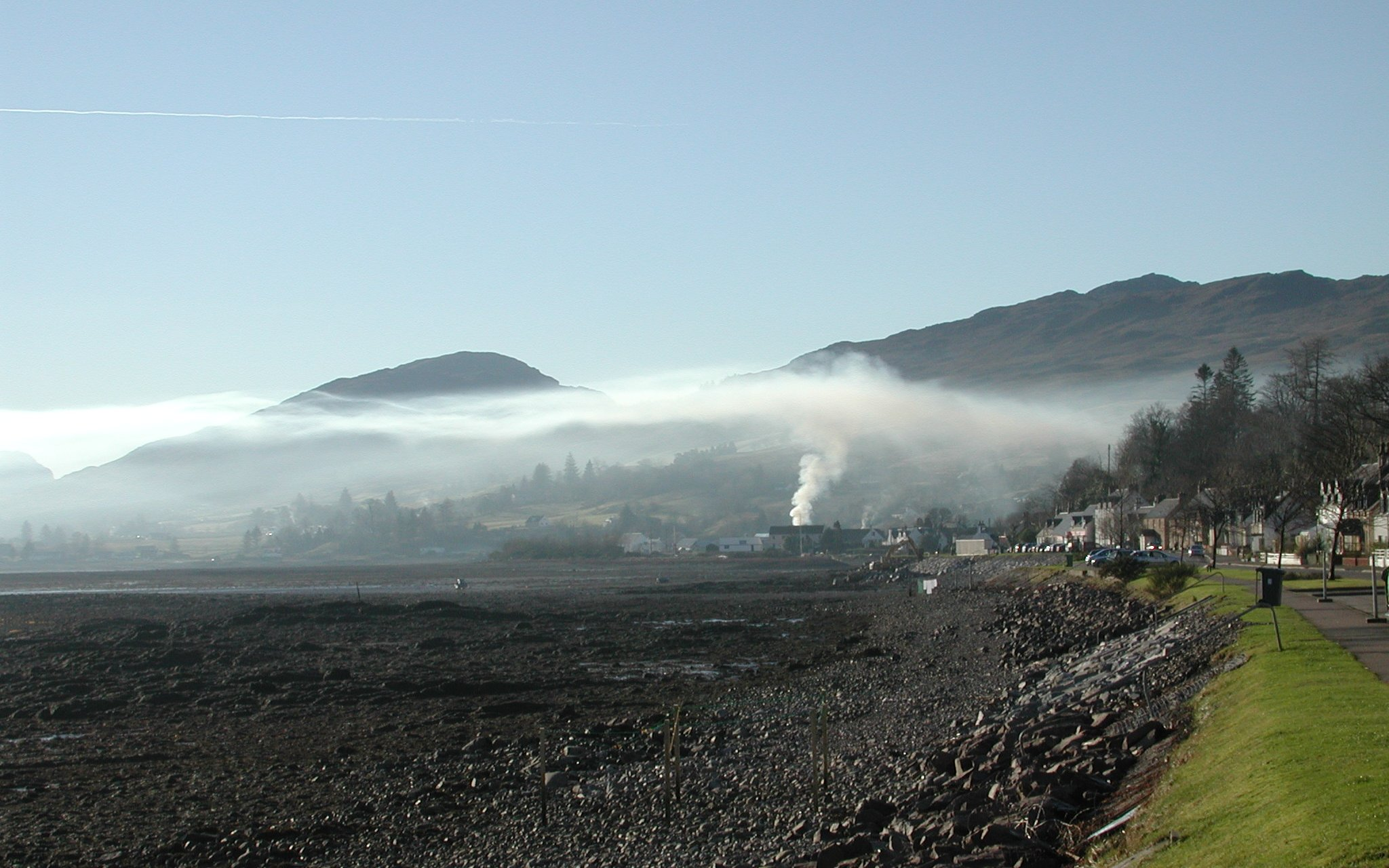
Kouř se drží vlivem inverze v údolí nedaleko farem u Lochcarron, nemůže unikat do výše

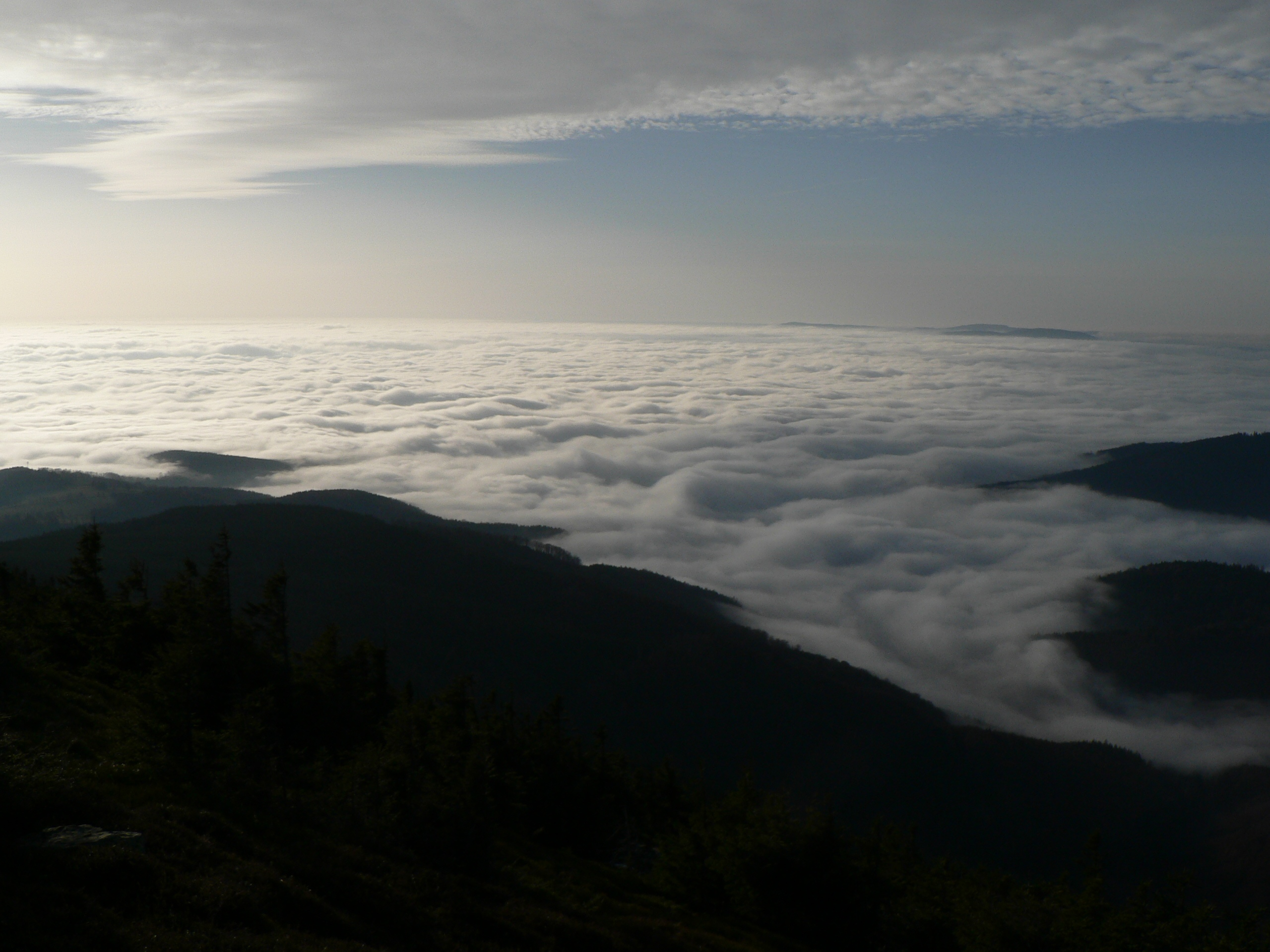
Typická podzimní inverze při pohledu z hřebene Hrubého Jeseníku

Inverze teploty vzduchu neboli teplotní inverze je meteorologický jev (viz inverze v meteorologii), kdy teplota vzduchu v některé vrstvě dolní atmosféry s výškou neklesá, ale stoupá. Jde o zvláštní případ vertikálního rozložení teploty vzduchu, při kterém v určité vrstvě atmosféry, v tzv. inverzní vrstvě, teplota s nadmořskou výškou vzrůstá.
V inverzní vrstvě je značně omezené promíchávání vzduchu. Proto dochází v některých polohách ke tvorbě mlh, jezer studeného vzduchu se silnými mrazy a hlavně ke znečištění ovzduší a smogu. V oblasti dolní hranice výškové inverze se často tvoří vrstevnatá oblačnost, která zejména v zimě zkracuje významně sluneční svit. Nejčastějším typem oblaku v této inverzní oblačnosti je stratus, případně také stratocumulus a altostratus.

## Normální atmosférická situace
Chladnější plyn je hustší a tak se drží při zemi. Ovšem změna složení díky vodní páře může způsobit, že vlhčí chladnější vzduch stoupá vzhůru. Pro dolní vrstvy atmosféry (troposféru) je charakteristické, že teplota vzduchu s výškou klesá, tzn. při zemském povrchu je vzduch teplejší než ve výšce. Je to způsobeno ohřevem o zemský povrch, který vydává teplo získané pohlceným slunečním zářením. Přenos tepla od zemského povrchu je provázen jevem zvaným konvekce, kdy ohřátý vzduch stoupá a na jeho místo se shora tlačí vzduch studený. Teplota stoupajícího vzduchu klesá s klesajícím tlakem ve větších výškách (adiabatický děj). V určité výšce se kondenzací vlhkosti obsažené ve stoupajícím vzduchu zpravidla vytváří konvekční oblačnost typu cumulus a cumulonimbus. Pokles teploty vzduchu v nižších vrstvách atmosféry (do výšky 11 km) činí přibližně 1 °C na 150 m výšky, tedy asi 0,65 °C na 100 m.

## Vznik inverze
Někdy však dochází k obrácení neboli inverzi teplotního gradientu. Lokální inverze například v údolí může být způsobena stékáním chladného vzduchu po svazích dolů. U dna kotliny se potom vytváří vrstva studeného vzduchu, v níž mnohdy dochází ke kondenzaci vodní páry a vzniku mlhy/nízké oblačnosti. Ve větším měřítku může inverzi způsobit nasunutí teplejší masy vzduchu nad vrstvu vzduchu studeného, čímž dojde k zastavení konvekčního proudění.

## Následky inverze
Jedním z následků inverze teploty vzduchu je výrazné zvýšení koncentrace škodlivin z výfuků a komínů v nehybné přízemní vrstvě vzduchu. K inverzním situacím, trvajícím řadu dní, dochází zpravidla v podzimních a zimních měsících. Charakteristická je nízká oblačnost, zahalující nížiny, zatímco vystupující horské oblasti se těší jasnému a teplému počasí. Na rozhraní chladné a teplé masy vzduchu (které mají různý index lomu pro procházející záření) může docházet k zajímavým projevům zrcadlení, označovaným jako fata morgána, či šíření rádiových vln odrazem o inverzní rozhraní (tzv. troposférické vedení). Inverzní situace tak bývají pro radioamatéry zajímavou příležitostí, jak zachytit signál stanic, které jsou při vysílání za běžných podmínek pro velkou vzdálenost nedosažitelné.
K vývoji charakteristické inverzní oblačnosti dochází tehdy, když se pod inverzní vrstvou začne hromadit vodní pára a ta se ochladí pod teplotu rosného bodu. V zimním období se pak může například v české kotlině držet po několik dní. Inverze teploty vzduchu je velmi často spojená se špatnými rozptylovými podmínkami, a tím pádem i se značným zhoršením kvality vzduchu. Vlivem blokace promíchávání dochází zejména v hustě zastavěných oblastech ke vzniku smogu. V tomto ohledu jde o redukční smog, což je směsice kouře a mlhy.